# Calocheiridius libanoticus
Calocheiridius libanoticus är en spindeldjursart som beskrevs av Beier 1955. Calocheiridius libanoticus ingår i släktet Calocheiridius och familjen Olpiidae. Inga underarter finns listade.